# 烏尼韋爾薩萊斯山脈

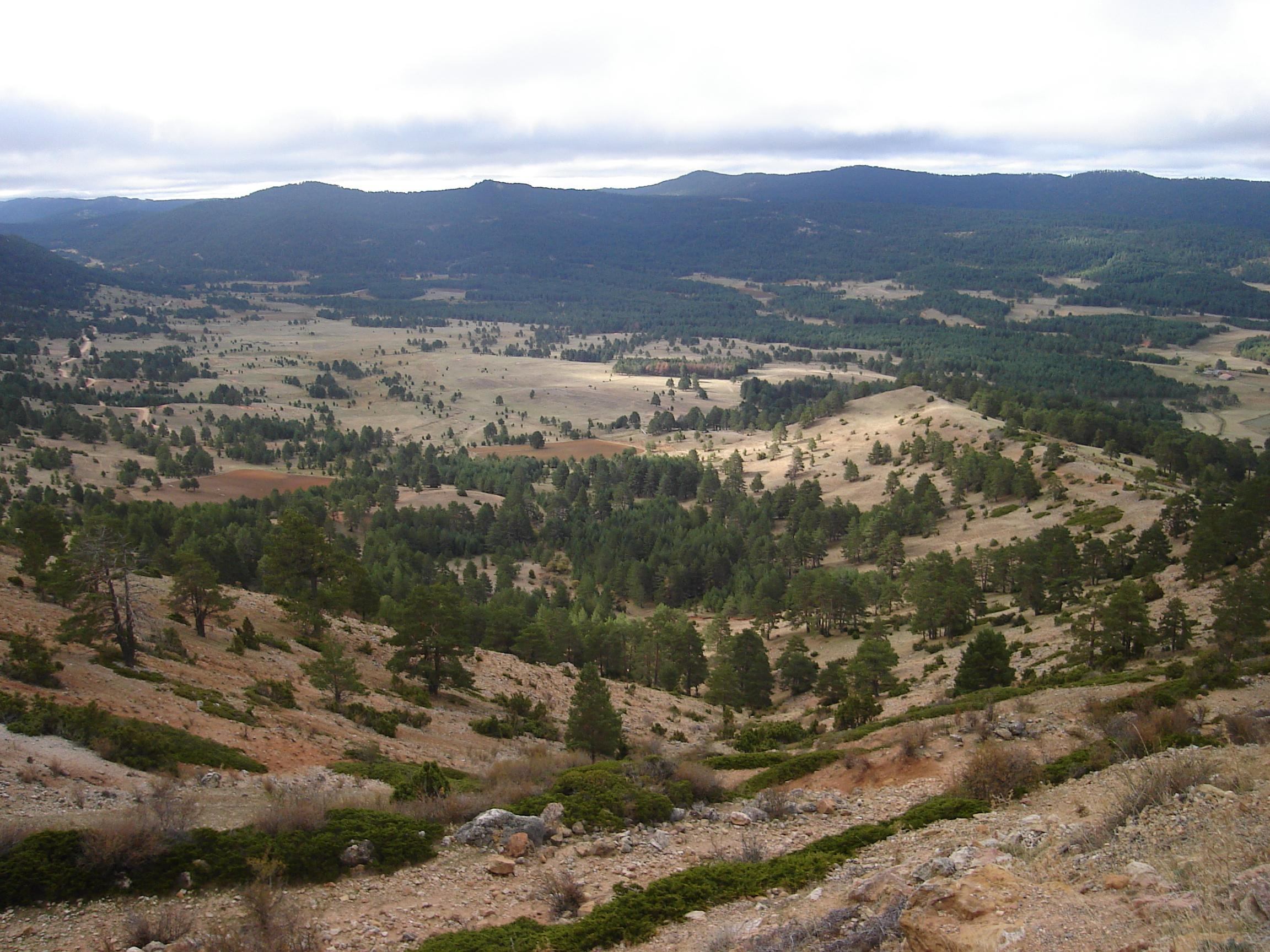

40°22′30″N 1°44′23″W / 40.37500°N 1.73972°W
烏尼韋爾薩萊斯山脈（西班牙語：Montes Universales），是西班牙的山脈，位於阿拉貢自治區，屬於伊比利亞山脈的一部分，長32公里，最高點是海拔高度1,935米的凱莫多羅峰。